# Lijst van Trochanteriidae
De lijst van Trochanteriidae bevat alle wetenschappelijk beschreven soorten spinnen uit de familie van Trochanteriidae.

## Boolathana
Boolathana Platnick, 2002
- Boolathana mainae Platnick, 2002
- Boolathana spiralis Platnick, 2002

## Desognanops
Desognanops Platnick, 2008
- Desognanops humphreysi Platnick, 2008

## Desognaphosa
Desognaphosa Platnick, 2002
- Desognaphosa bartle Platnick, 2002
- Desognaphosa bellenden Platnick, 2002
- Desognaphosa boolbun Platnick, 2002
- Desognaphosa bulburin Platnick, 2002
- Desognaphosa carbine Platnick, 2002
- Desognaphosa dryander Platnick, 2002
- Desognaphosa eungella Platnick, 2002
- Desognaphosa finnigan Platnick, 2002
- Desognaphosa funnel Platnick, 2002
- Desognaphosa goonaneman Platnick, 2002
- Desognaphosa halcyon Platnick, 2002
- Desognaphosa homerule Platnick, 2002
- Desognaphosa karnak Platnick, 2002
- Desognaphosa kirrama Platnick, 2002
- Desognaphosa kroombit Platnick, 2002
- Desognaphosa kuranda Platnick, 2002
- Desognaphosa malbon Platnick, 2002
- Desognaphosa massey Platnick, 2002
- Desognaphosa millaa Platnick, 2002
- Desognaphosa pershouse Platnick, 2002
- Desognaphosa solomoni Platnick, 2002
- Desognaphosa spurgeon Platnick, 2002
- Desognaphosa tribulation Platnick, 2002
- Desognaphosa tyson Platnick, 2002
- Desognaphosa windsor Platnick, 2002
- Desognaphosa yabbra Platnick, 2002

## Doliomalus
Doliomalus Simon, 1897
- Doliomalus cimicoides (Nicolet, 1849)

## Fissarena
Fissarena Henschel, Davies & Dickman, 1995
- Fissarena arcoona Platnick, 2002
- Fissarena barlee Platnick, 2002
- Fissarena barrow Platnick, 2002
- Fissarena castanea (Simon, 1908)
- Fissarena cuny Platnick, 2002
- Fissarena ethabuka Henschel, Davies & Dickman, 1995
- Fissarena laverton Platnick, 2002
- Fissarena longipes (Hogg, 1896)
- Fissarena woodleigh Platnick, 2002

## Hemicloeina
Hemicloeina Simon, 1893
- Hemicloeina bluff Platnick, 2002
- Hemicloeina bulolo Platnick, 2002
- Hemicloeina gayndah Platnick, 2002
- Hemicloeina humptydoo Platnick, 2002
- Hemicloeina julatten Platnick, 2002
- Hemicloeina kapalga Platnick, 2002
- Hemicloeina somersetensis (Thorell, 1881)
- Hemicloeina spec Platnick, 2002
- Hemicloeina wyndham Platnick, 2002

## Longrita
Longrita Platnick, 2002
- Longrita arcoona Platnick, 2002
- Longrita findal Platnick, 2002
- Longrita grasspatch Platnick, 2002
- Longrita insidiosa (Simon, 1908)
- Longrita millewa Platnick, 2002
- Longrita nathan Platnick, 2002
- Longrita rastellata Platnick, 2002
- Longrita whaleback Platnick, 2002
- Longrita yuinmery Platnick, 2002
- Longrita zuytdorp Platnick, 2002

## Morebilus
Morebilus Platnick, 2002
- Morebilus blackdown Platnick, 2002
- Morebilus coolah Platnick, 2002
- Morebilus diversus (L. Koch, 1875)
- Morebilus fitton Platnick, 2002
- Morebilus flinders Platnick, 2002
- Morebilus fumosus (L. Koch, 1876)
- Morebilus gammon Platnick, 2002
- Morebilus gramps Platnick, 2002
- Morebilus graytown Platnick, 2002
- Morebilus nipping Platnick, 2002
- Morebilus plagusius (Walckenaer, 1837)
- Morebilus swarbrecki (Dunn & Dunn, 1946)
- Morebilus tambo Platnick, 2002

## Olin
Olin Deeleman-Reinhold, 2001
- Olin platnicki Deeleman-Reinhold, 2001

## Plator
Plator Simon, 1880
- Plator bowo Zhu et al., 2006
- Plator himalayaensis Tikader & Gajbe, 1976
- Plator indicus Simon, 1897
- Plator insolens Simon, 1880
- Plator kashmirensis Tikader & Gajbe, 1973
- Plator nipponicus (Kishida, 1914)
- Plator pandeae Tikader, 1969
- Plator pennatus Platnick, 1976
- Plator sinicus Zhu & Wang, 1963
- Plator solanensis Tikader & Gajbe, 1976
- Plator yunlong Zhu et al., 2006

## Platorish
Platorish Platnick, 2002
- Platorish churchillae Platnick, 2002
- Platorish flavitarsis (L. Koch, 1875)
- Platorish gelorup Platnick, 2002
- Platorish jimna Platnick, 2002
- Platorish nebo Platnick, 2002

## Platyoides
Platyoides O. P.-Cambridge, 1890
- Platyoides alpha Lawrence, 1928
- Platyoides costeri Tucker, 1923
- Platyoides fitzsimonsi Lawrence, 1938
- Platyoides grandidieri Simon, 1903
- Platyoides leppanae Pocock, 1902
- Platyoides mailaka Platnick, 1985
- Platyoides pictus Pocock, 1902
- Platyoides pirie Platnick, 1985
- Platyoides pusillus Pocock, 1898
- Platyoides quinquedentatus Purcell, 1907
- Platyoides ravina Andriamalala & Ubick, 2007
- Platyoides rossi Platnick, 1985
- Platyoides vao Andriamalala & Ubick, 2007
- Platyoides velonus Platnick, 1985
- Platyoides venturus Platnick, 1985
- Platyoides walteri (Karsch, 1886)

## Pyrnus
Pyrnus Simon, 1880
- Pyrnus aoupinie Platnick, 2002
- Pyrnus baehri Platnick, 2002
- Pyrnus fulvus (L. Koch, 1875)
- Pyrnus insularis Platnick, 2002
- Pyrnus magnet Platnick, 2002
- Pyrnus numeus Platnick, 2002
- Pyrnus obscurus (Berland, 1924)
- Pyrnus pins Platnick, 2002
- Pyrnus planus (L. Koch, 1875)

## Rebilus
Rebilus Simon, 1880
- Rebilus bilpin Platnick, 2002
- Rebilus binnaburra Platnick, 2002
- Rebilus brooklana Platnick, 2002
- Rebilus bulburin Platnick, 2002
- Rebilus bunya Platnick, 2002
- Rebilus crediton Platnick, 2002
- Rebilus glorious Platnick, 2002
- Rebilus grayi Platnick, 2002
- Rebilus griswoldi Platnick, 2002
- Rebilus kaputar Platnick, 2002
- Rebilus lamington Platnick, 2002
- Rebilus lugubris (L. Koch, 1875)
- Rebilus maleny Platnick, 2002
- Rebilus monteithi Platnick, 2002
- Rebilus morton Platnick, 2002
- Rebilus tribulation Platnick, 2002
- Rebilus wisharti Platnick, 2002

## Tinytrema
Tinytrema Platnick, 2002
- Tinytrema bondi Platnick, 2002
- Tinytrema kangaroo Platnick, 2002
- Tinytrema sandy Platnick, 2002
- Tinytrema wombat Platnick, 2002
- Tinytrema yarra Platnick, 2002

## Trachycosmus
Trachycosmus Simon, 1893
- Trachycosmus allyn Platnick, 2002
- Trachycosmus cockatoo Platnick, 2002
- Trachycosmus sculptilis Simon, 1893
- Trachycosmus turramurra Platnick, 2002

## Trachyspina
Trachyspina Platnick, 2002
- Trachyspina capensis Platnick, 2002
- Trachyspina chillimookoo Platnick, 2002
- Trachyspina daunton Platnick, 2002
- Trachyspina goongarrie Platnick, 2002
- Trachyspina illamurta Platnick, 2002
- Trachyspina madura Platnick, 2002
- Trachyspina mundaring Platnick, 2002
- Trachyspina olary Platnick, 2002

## Trachytrema
Trachytrema Simon, 1909
- Trachytrema castaneum Simon, 1909
- Trachytrema garnet Platnick, 2002

## Trochanteria
Trochanteria Karsch, 1878
- Trochanteria gomezi Canals, 1933
- Trochanteria ranuncula Karsch, 1878
- Trochanteria rugosa Mello-Leitão, 1938